# Hypnum kamounense
Hypnum kamounense là một loài Rêu trong họ Hypnaceae. Loài này được Harv. mô tả khoa học đầu tiên năm 1836.